# جابر امیرلی
جابر امیرلی (ترکی آذربایجانی: Cabir Əmirli؛ زادهٔ ۶ ژانویهٔ ۱۹۹۷) بازیکن فوتبال است.
وی همچنین در تیم ملی فوتبال زیر ۲۱ سال جمهوری آذربایجان بازی کرده‌است.